# Mr. Robot and His Robot Factory
Mr. Robot and His Robot Factory est un jeu vidéo de plates-formes développé par Ron Rosen et publié par Datamost en 1984 sur Apple II, Atari 8-bit et Commodore 64. Le jeu est divisé en deux parties : le jeu en lui-même (Mr. Robot), et un éditeur de niveau (Robot Factory) qui permet au joueur de créer ses propres niveaux. Le jeu est composé de 22 niveaux dans lesquels le joueur contrôle un robot et doit récupérer des pilules d’énergies enfouies sous terre. Le gameplay du jeu est similaire à celui de Jumpman et Miner 2049er. Chaque niveau est composé de plateformes et de différents éléments comme des échelles, des barres verticales, des escalators, des trampolines, des aimants, des tapis roulants et des téléporteurs,.  Tous ces éléments peuvent être utilisés dans l’éditeur de niveau pour créer et sauvegarder jusqu’à 26 niveaux supplémentaires. À sa sortie, le jeu est plutôt bien accueilli par la presse spécialisée et il est notamment désigné meilleur « construction set » de l’année 1984 par le magazine Family Computing.